# Vilșanka, Șațk
Vilșanka (în ucraineană Вільшанка, poloneză Olszanka) este un sat în comuna Pulmo din raionul Șațk, regiunea Volînia, Ucraina.

## Demografie
Componența lingvistică a localității Vilșanka
     Ucraineană (97,96%)
     Rusă (1,02%)
     Belarusă (1,02%)
Conform recensământului din 2001, majoritatea populației localității Vilșanka era vorbitoare de ucraineană (97,96%), existând în minoritate și vorbitori de rusă (1,02%) și belarusă (1,02%).